# Bahnbetriebswerk Wismar

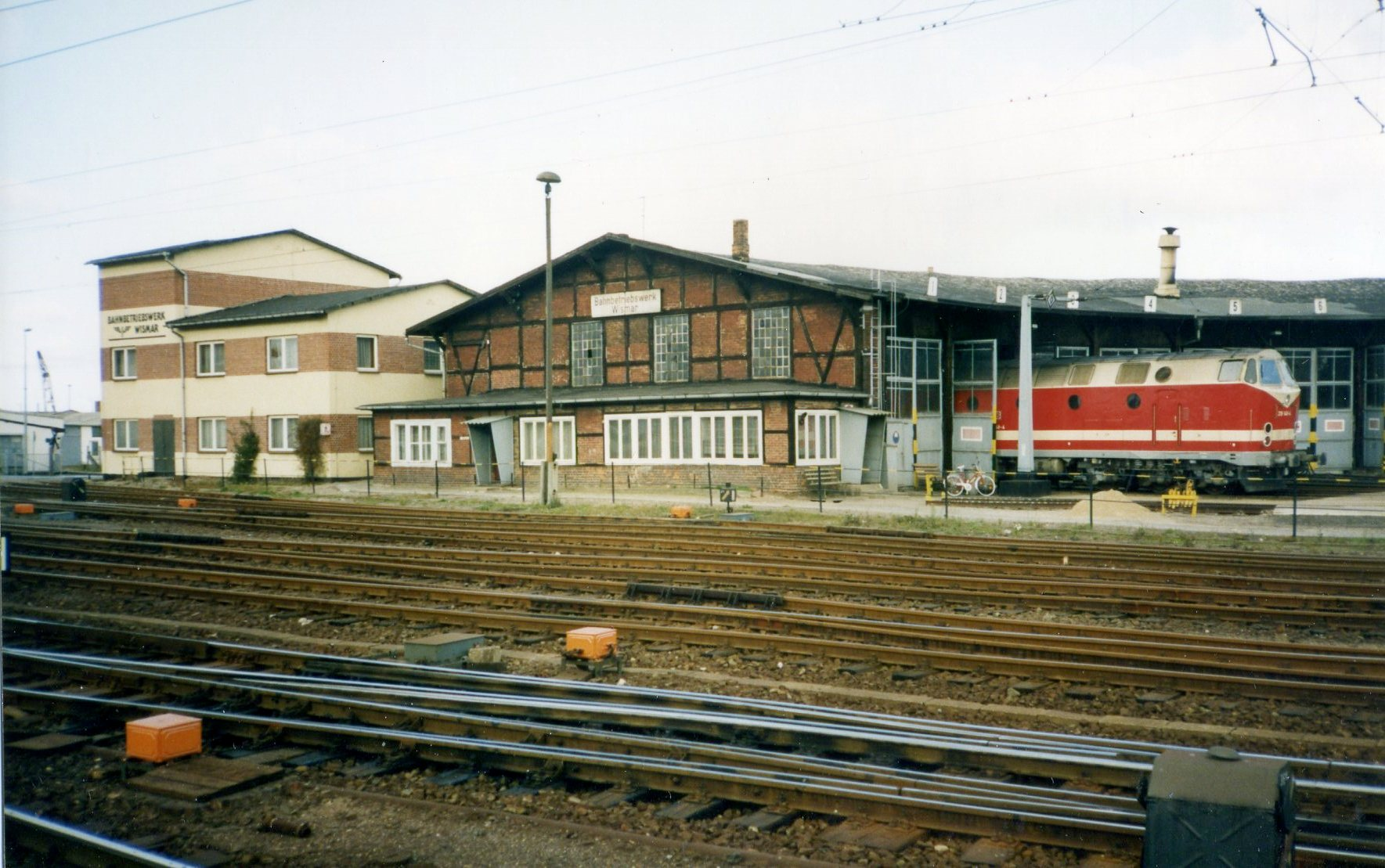
Bahnbetriebswerk Wismar im Oktober 1994

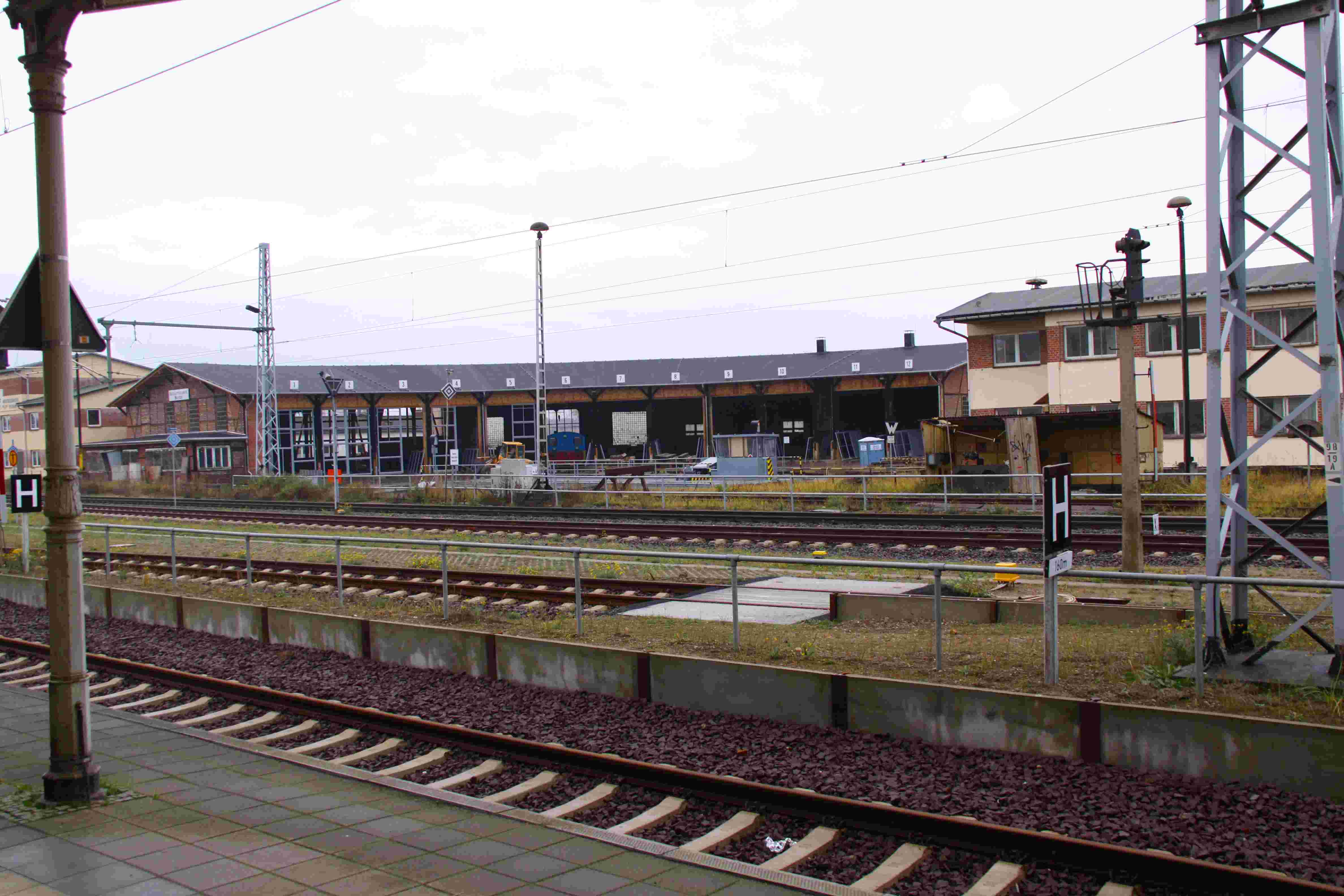
Denkmalgeschützter Lokschuppen des Bahnbetriebswerks Wismar im Jahr 2009

Das Bahnbetriebswerk Wismar (kurz Bw Wismar) wurde 1935 eröffnet und war damit das jüngste Bahnbetriebswerk in Mecklenburg. Zudem handelte es sich dabei um das kleinste Bahnbetriebswerk der Reichsbahndirektion Schwerin. Bis zu seiner Schließung in den 1990er Jahren wurden dort Dampf- und später Diesellokomotiven gewartet, repariert und bereitgehalten, die in der Hansestadt Wismar beheimatet waren oder dort Zugleistungen erbrachten. Haupteinsatzgebiete für die Lokomotiven des Bw Wismar waren die Strecken in Richtung Rostock,  Schwerin und die inzwischen stillgelegte Strecke nach Karow.
Der Ringlokschuppen mit Wasserstation ist in der amtlichen Baudenkmalliste von Wismar eingetragen und wird heute zusammen mit den anderen verbliebenen Anlagen überwiegend von den Eisenbahnfreunden Wismar genutzt. Neben den Lokomotiven der Eisenbahnfreunde Wismar sind dort auch Lokomotiven der Eisenbahn-Bau- und Betriebsgesellschaft Pressnitztalbahn abgestellt.

## Geschichte
Mit Inbetriebnahme der Bahnstrecke von Schwerin nach Wismar im Jahre 1848 wurde zunächst eine Stationsschlosserei, bestehend aus einem Rechtecklokschuppen mit Behandlungsanlagen, in Wismar errichtet. Später entwickelte sich daraus ein Lokbahnhof, der dem Bahnbetriebswerk Schwerin unterstellt war.
Zu Beginn der 1880er Jahre entstand nördlich der Gleise des Bahnhofes Wismar eine neue Lokstation mit einem viergleisigen  Ringlokschuppen mit 13-Meter-Drehscheibe. Der Ringlokschuppen wurde dann bis 1883 auf 7 Stände erweitert. Später kamen eine Werkstatt in Fachwerkbauweise, ein Wasserturm, ein Dienstgebäude und ein Lager hinzu.
Eine nach 1910 notwendig gewordene Erweiterung konnte aufgrund des Ersten Weltkrieges nicht mehr durchgeführt werden. Auch in den 1920er Jahren standen nicht ausreichend finanzielle Mittel für einen Neubau zur Verfügung und so kam es lediglich zu einer Erweiterung des bestehenden Ringlokschuppens auf zwölf Stände und zum Einbau einer 20-Meter-Drehscheibe (ab 1940 auf Durchmesser 23 m). Zehn Stände erhielten dabei eine Länge von 16,5 Meter und zwei Stände eine Länge von 19,8 Meter.

Unmaßstäbliches Gleisbild des Bw Wismar (1939)

Zum 1. April 1926 wurde der Lokbahnhof Wismar dem Bw Rostock zugeteilt und am 1. Januar 1935 zum eigenständigen Bw erhoben. Nach der Wende gingen die Gütertransportleistungen erheblich zurück und damit sank auch die Bedeutung des Bw stark ab. Der Bedeutungsverlust hatte zur Folge, dass das Werk am 1. Dezember 1993 zunächst dem Bahnbetriebswerk Schwerin als Einsatzstelle zugeteilt wurde und am 1. Januar 1999 mit Umwandlung in eine Personaleinsatzstelle vollkommen stillgelegt wurde. Die Stadt kaufte am 1. Mai 2007 das Areal und sanierte den Gebäudebestand anschließend. In diesem Zuge wurden auch die zwischenzeitlich entfernten Gleise zum Lokschuppen wieder eingebaut und die Drehscheibe wieder in Betrieb genommen. Nach der Sanierung übergab die Stadt das ehemalige Bw den Eisenbahnfreunden Wismar.

## Lokomotivbestand
Zum Lokomotivbestand der Lokstation gehörten im Jahr 1925 zunächst Dampflokomotiven der Baureihen 8980 (4 Stück), 9119 (9 Stück) und 5516–22 (2 Stück). Nach Umwandlung in ein Bw waren im Jahr 1936 4 Lokomotiven der Baureihe 5516–22, 5 Lokomotiven der Baureihe 754, 10–11 und 5 Lokomotiven der Baureihe 9119 in Wismar stationiert. Bis 1940 wurde die Baureihe 754, 10–11 vollständig durch die Baureihe 64 ersetzt.
Nach dem Zweiten Weltkrieg kamen Fremdlokomotiven und Schadlokomotiven in den Bestand. Nach erfolgter Aufarbeitung und Typenbereinigung stellt sich der Lokomotivbestand am 14. Dezember 1947  (1. August 1957 als Klammerwert) wie folgt dar:
- Baureihe 5710–35: 2 Stück (13 Stück)
- Baureihe 64: 5 Stück (0 Stück)
- Baureihe 913–18: 1 Stück (2 Stück)
- Baureihe 9119: 2 Stück (1 Stück)
- Baureihe 930–4: 0 Stück (6 Stück)

Mit dem Traktionswandel kamen auch Diesellokomotiven nach Wismar. So übernahm zunächst 1955 die Baureihe 103 (V 36) die Rangieraufgaben im Ölhafen. Nach und nach wurden dann ab 1968 die Baureihen 100 (Kö), 101 (V 15), 102 (V 23), 106 (V 60), 110/112 (V 100), 118 (V 180) und 120 (V 200) in Wismar stationiert. Nach Abschluss des Traktionswandels Anfang 1981 entschied sich die Deutsche Reichsbahn 1982 zum Wiedereinsatz von Dampflokomotiven, um Dieselkraftstoff zu sparen. Mit Ausmusterung der Baureihe 5035 im Sommer 1985 fand die Dampftraktion dann endgültig ihr Ende in Wismar.
Eine Besonderheit stellte die Lok 244 103 (ursprünglich E 44 103) dar. Sie war die einzige Elektrolokomotive im Bahnbetriebswerk Wismar und diente zum Vorheizen der Reisezüge.

## Einsatzstellen
Das Bw verfügte nur über eine einzige Einsatzstelle. Am 15. November 1945 wurde die Einsatzstelle Klütz dem Bw Wismar unterstellt.